# Kaspar Gilgenrainer
Kaspar Gilgenrainer (ur. w 1970 roku) – niemiecki narciarz alpejski reprezentujący RFN, złoty medalista mistrzostw świata juniorów.

## Kariera
Po raz pierwszy na arenie międzynarodowej Kaspar Gilgenrainer pojawił się w 1987 roku, kiedy wystąpił na mistrzostwach świata juniorów w Sälen. Zajął tam 28. miejsce w slalomie oraz 30. miejsce w gigancie. Największy sukces osiągnął podczas mistrzostw świata juniorów w Madonna di Campiglio w 1988 roku, gdzie wywalczył złoty medal w zjeździe. W zawodach tych wyprzedził bezpośrednio swego rodaka Wolfganga Graßla oraz Austriaka Petera Rzehaka. Na tej samej imprezie był też między innymi piąty w supergigancie oraz dziesiąty w kombinacji. Nigdy nie zdobył punktów do klasyfikacji generalnej Pucharu Świata. Nigdy też nie wystąpił na mistrzostwach świata ani igrzyskach olimpijskich.

## Osiągnięcia

### Mistrzostwa świata juniorów
| Miejsce | Dzień       | Rok  | Miejscowość          | Konkurencja | Czas biegu  | Strata   | Zwycięzca             |
| ------- | ----------- | ---- | -------------------- | ----------- | ----------- | -------- | --------------------- |
| 28.     | 21 marca    | 1987 | Sälen                | Slalom      | 1:50,95 min | +11,75 s | Roger Pramotton       |
| 30.     | 22 marca    | 1987 | Sälen                | Gigant      | 2:31,70 min | +5,03 s  | Thomas Wolf           |
| 1.      | 27 stycznia | 1988 | Madonna di Campiglio | Zjazd       | 1:33,15 min | -        | -                     |
| 5.      | 28 stycznia | 1988 | Madonna di Campiglio | Supergigant | 1:35,26 min | +0,90 s  | Jeremy Nobis          |
| 24.     | 29 stycznia | 1988 | Madonna di Campiglio | Gigant      | 2:05,55 min | +2,09 s  | Gregor Grilc          |
| 39.     | 30 stycznia | 1988 | Madonna di Campiglio | Slalom      | 1:42,30 min | +9,44 s  | Stefan Szałamanow     |
| 10.     | 30 stycznia | 1988 | Madonna di Campiglio | Kombinacja  | ?           | ?        | Konstantin Czistiakow |

### Puchar Świata
Gilgenrainer nigdy nie zdobył punktów PŚ.